# Farkas István (főszolgabíró)
Boldogfai Farkas István Imre (Boldogfa, Zala vármegye, 1875. július 11. – Budapest, 1921. január 6.) jogász, szolgabíró volt Tapolcán, Nován, Alsólendván és főszolgabíró Sümegen, Zala vármegye törvényhatósági bizottsági tag, a Sümegvidéki Gazdakör lelkes támogatója, a zalamegyei Országos Tulipánkert Szövetségnek a tagja, a II. osztályú Polgári Hadi Érdemkereszt tulajdonosa.

## Élete

### Családja és származása

A boldogfai Farkas család címere.

Boldogfai dr. Farkas Istvánné persai Persay Erzsébet (1885-1913), a főszolgabíró első felesége.

Farkas István a Zala vármegyei előkelő földbirtokos római katolikus nemesi származású boldogfai Farkas család sarja, amely több évszázadon keresztül fontos közigazgatási szerepet töltött be a vármegyében. Édesapja boldogfai Farkas Ferenc (1838-1908), Zala vármegye számvevője, pénzügyi számellenőre, földbirtokos, a "Zalavármegyei Gazdasági Egyesületnek" a tagja, a Függetlenségi és Negyvennyolcas Párt lelkes támogatója, édesanyja, a nemesnépi Marton családból való nemesnépi Marton Zsófia (1842-1900) volt. Anyai nagyszülei nemesnépi Marton József (1797-1858), táblabíró, egerszegi, majd a lövői járás alszolgabírája, andráshidai földbirtokos, és verbói Szluha Rozália (1816-1883) voltak. Apai nagyszülei idősebb boldogfai Farkas Ferenc (1779-1844), jogász, táblabíró, földbirtokos, és Joó Borbála (1811-1881) asszonyság voltak. Felmenői között a barkóczi Rosty család, a zalalövői zalalövői Csapody család, a lovászi és szentmargitai Sümeghy család, a nagymádi és várbogyai Bogyay család, a Nádasdy- és a Zichy család köznemesi ága, az osztopáni Perneszy család, és a Szapáry család található. Apai nagyapjának a fivére, boldogfai Farkas János Nepomuk (1774–1847), Zala vármegye helyettes alispánja, táblabíró, földbirtokos. Farkas István édestestvérei, vitéz boldogfai Farkas Sándor ezredes, a Zala vármegye Vitézi Rend Székkapitánya, Fangler Béla nemzetgyűlési képviselőné boldogfai Farkas Zsófia (1884-1948), valamint boldogfai Farkas Lajos (1878–1930), népfelkelő szakaszvezető címzetes őrmester volt. Farkas István keresztszülei boldogfai Farkas Imre (1811-1876), főszolgabíró, földbirtokos, táblabíró, és neje Horváth Alojzia, valamint a fiatal boldogfai Farkas József (1857-1951), jogász, és boldogfai Farkas István elsőfokú unokatestvére, strauszenberghi Strausz Erzsébet (1859-1930) kisasszony, aki később Parragh Gyula (1851–1928) balatonkenesei postamesternek a felesége lett. 
Egyik féltestvére az anyja első férjétől való nemesvitai Viosz Ferenc (1861–1918), jogász, a nagykanizsai járás főszolgabírája, földbirtokos, a másik féltestvére nemesvitai Viosz Mária (1863-1935) úrnő, akinek a férje boldogfai Farkas Imre (1860-1895), hagyárosi földbirtokos volt. Az apai nagynénjei: boldogfai Farkas Franciska (1840–1872), akinek a férje tóthfalusi Tóth Benedek (1825–1883) jogász, ügyvéd, 1848-as főhadnagy, földbirtokos, valamint boldogfai Farkas Krisztina (1837–1883), akinek a férje strausszenbergi Strausz Sándor (1831–1922), Zala vármegyei bizottsági tag, zalai esküdt, körjegyző, a zalamegyei gazdakör tagja, nagylengyeli földbirtokos.

### Korai szolgabírói pályafutása
Gyermekkorát az andráshidai nemesnépi Marton család kúriájában és földbirtokán töltötte, amely édesanyja oldaláról került a családba. Középiskolai tanulmányait a kegyes tanítórendiek vezetése alatt álló veszprémi római katolikus főgimnáziumban végezte. Katonai szolgálatát a nagykanizsai magyar királyi 20. honvéd gyalog ezredben póttartalékosként teljesítette. Anyja, Farkas Ferencné Marton Zsófia, végrendelkezése szerint az andráshidai földbirtok és a kúria az első házasságból származó legidősebbik fiára, azaz nemesvitai Viosz Ferencre szállt át; a többi testvér pénzben részesült az örökségben, és az özvegy Farkas Ferenc a zalaegerszegi házába költözött el. Farkas István folyékonyan beszélt magyarul és németül, valamint alaposan ismerte a latin nyelvet is. 1900. elején Farkas István jogi gyakornokként dolgozott Polónyi Géza közváltóügyvéd irodájában Budapesten. 1901. június 25-én tette le az államtudományi államvizsgáját, miután végezte a jog- és államtudomány tanulmányait a Kolozsvári Magyar Királyi Ferenc József Tudományegyetemen. 1901. december 8-án, Farkas István jogvégzett zalaegerszegi lakost gróf Jankovich László Zala vármegye főispánja tiszteletbeli szolgabíróvá nevezte ki; ekkor a főispán szolgálattételre a zalaegerszegi szolgabírói hivatalhoz is osztotta be. 1901. december 16-án foglalta el a tapolcai járás szolgabírói hivatalt. Ott tevékenykedett közel két évig 1903. április 12-éig gáborjányi Szentmiklóssy Gyula (1846–1931) tapolcai főszolgabíró mellett. Farkas István féltestvére, nemesvitai Viosz Ferenc, a közel 80 km-re Tapolcától „távol eső” novai járás főszolgabírája volt 1892. december 11-étől 1896. május 12-éig; ekkor Viosz Ferenc jó baráti viszonyba került a helybeli persai Persay Gyulával (1855-1924), novai gyógyszerésszel, a Függetlenségi és Negyvennyolcas Párt novai főfelügyelőjével, aki alig egy évtizeden belül, Farkas István apósává vált. Egy novai látogatás során bátyjánál Farkas István megismerte a szép Persay Erzsébetet, akibe azonnal szerelmes lett. Később, 1902. december elején Farkas István tapolcai szolgabíró eljegyezte Persay Erzsébet kisasszonyt; 1903. február 11-én Nován, boldogfai Farkas István tapolcai szolgabíró feleségül vette a nemesi származású persai Persay család sarját Persay Erzsébet Juliannát (1885-1913), Persay Gyula (1855-1924) novai gyógyszerész és nemeskéri Kiss Erzsébet (1867-1888) lányát. Persay Erzsébet családja eredetileg Pest megyei származású, ő maga Somogy megyében született Nemesviden, édesapja földbirtokos és gyógyszerész volt Nován.
1903. április 12-én a zalai főispán Mezriczky Jenő novai szolgabírót Zalaszentgrótra helyezte át, és Farkas Istvánt Tapolcáról Novára, felesége és apósa községére küldte a helyébe. Nován 5 évig töltötte be a helyi szolgabírói állást, dr. Mayer István novai főszolgabíró mellett. Farkas István aktívan vett részt a közeli hivatalos rendezvényeken; 1904. november 6-án zajlott a zalatárnoki templom szentelése, amelyben jelen volt boldogfai Farkas József (1857-1951) a zalaegerszegi kerület országos képviselője és Farkas István szolgabíró is. 1905. május 25-én a zalaegerszegi és novai járás községi és körjegyzői egylete tartotta gyűlését Nován a nagyvendéglőben. Szervezése a helyi főszolgabíró és a szolgabíró feladata volt. Mayer István novai főszolgabíró felköszöntőt mondott a vármegye alispánjára, Farkas István viszont Hertelendy Ferenc főispánra a sikeres értekezések és a gyűlés társasebéd után. 1905 decemberében a Zala vármegye közgyűlésén Csertán Károly alispán az üresedésben levő első osztályú szolgabírói állásra Farkas István novai szolgabírót jelölte, aki első osztályú szolgabíróvá egyhangúlag megválasztatott. 1908. áprilisi havában miskei és monostori Thassy Lajos (1857–1925) zalaegerszegi járási főszolgabíró négyhetes szabadsága alatt Farkas István az ő hivatalát is vezette.
1908. június 24-én gróf Batthyány Pál (1860-1934) zalai főispán Alsólendvára helyezte át Szilágyi Dezsőt helyettesíteni. Alsólendván tartózkodott és szolgabíróként tevékenykedett az év végéig, amíg nem döntötte, hogy pályázni fog a sokkal kedveltebb balatonfüredi főszolgabírói állásra. 1909 februárjában megyei közgyűlés zajlott Zalaegerszegen, amelyen Farkas István és Langer István versenyeztek a Balatonfüredi főszolgabírói állásért. A rendkívüli ritkán népes közgyűlésen Langer győzedelmeskedett, aki az előző főszolgabíró elhunyta óta helyettesítette a járáson. Langer István 192 szavazatot kapott, Farkas István viszont 150 szavazatot, és Gájássy Lajos letenyi szolgabíró – aki szintén pályázott – 40 szavazatot kapott.

### Tevékenysége Sümegen

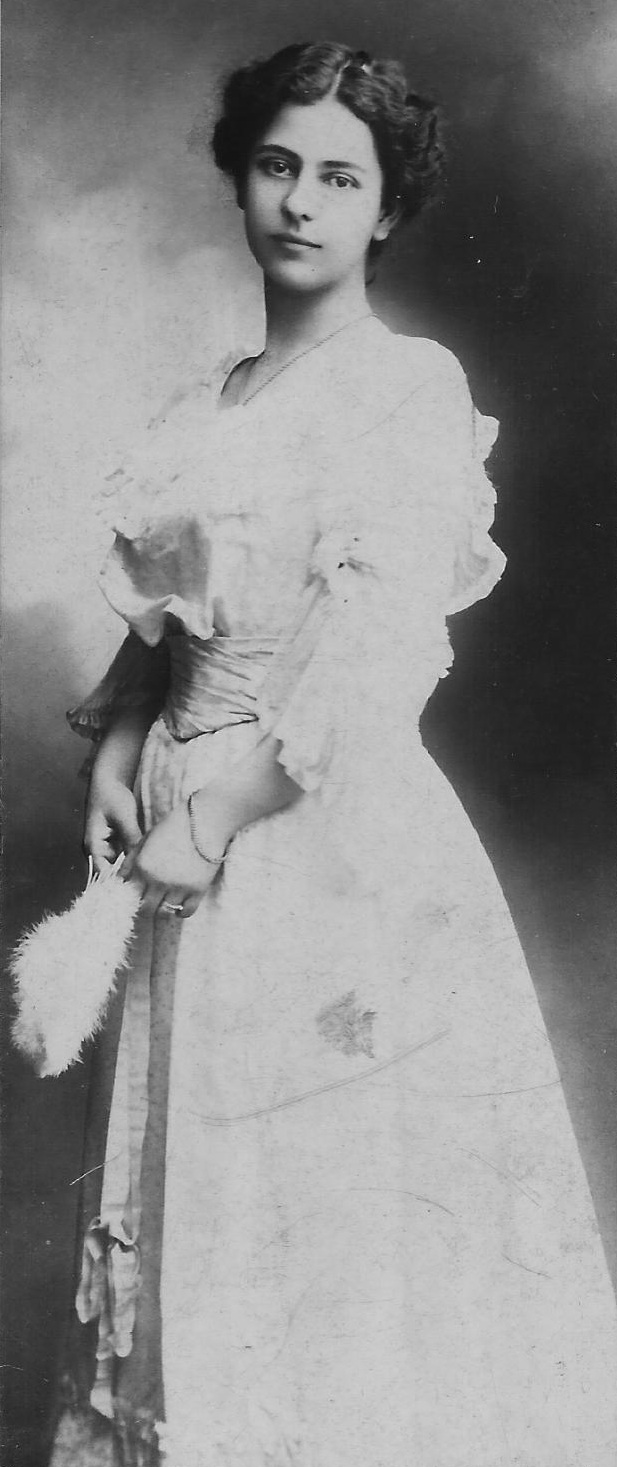
Boldogfai dr. Farkas Istvánné pósfai Horváth Jenny (1883-1919), a főszolgabíró második felesége.

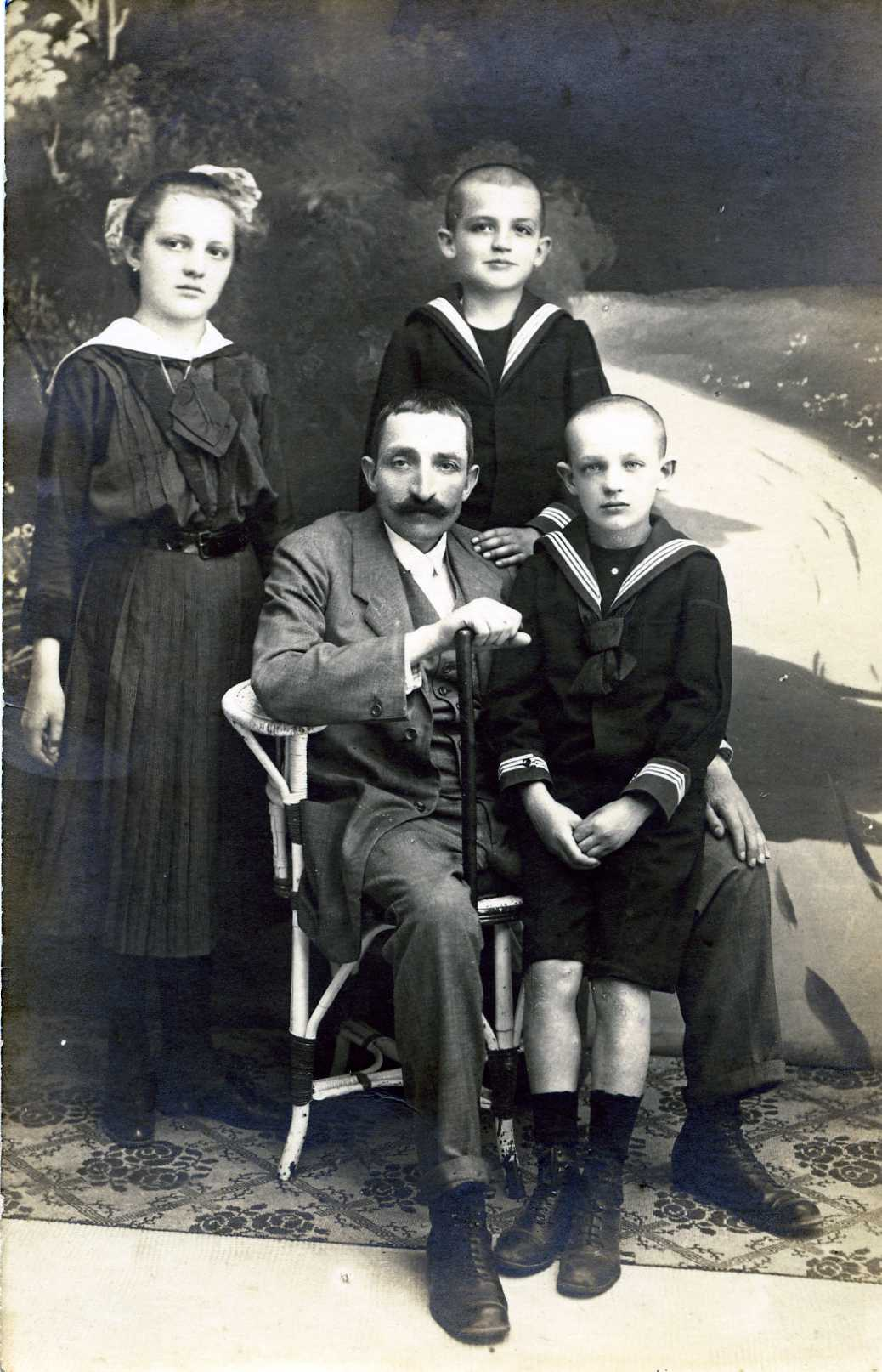
Boldogfai dr. Farkas István (1875-1921) sümegi főszolgabíró és gyermekei: Margit, Endre és Gyula (ölében)

A sikertelen balatonfüredi kísérlet után, a majdnem kétéves dél-zalai hivatalától elbúcsúzott. 1910. júliusi havában az alispán áthelyezte Alsólendváról Sümegre, mivel Sólyomy Tivadar (1858-1916) sümegi főszolgabíró lebetegedett. Árvay Lajos vármegyei alispán Farkas István alsólendvai szolgabírót, aki ideiglenesen Sólyomy Tivadar főszolgabíró betegsége alatt a sümegi szolgabírói hivatalt vezette és Vizkelety Árpád dr. sümegi szolgabírót kölcsönösen áthelyezte; az áthelyez és 1910. augusztus 1-jével történt meg és ekkor Farkas István hivatalosan sümegi szolgabíró lett. Élete végéig szorgalmas munkássága szorosan kötődött a sümegi járásra. Amikor 1910. július 19-én elégett a sümegi bazaltbánya ipartelepe Farkas István szolgabíró megjelent a helyszínen a tűzoltókkal és a vállalat részvényeseivel és bérlőivel, azonban az épület porrá égett le, a pótolhatatlan kár 200 ezer koronát haladta meg.
1910. augusztus elején Sümegen az állatorvosok a marhák száj- és körömfájásának járványos fellépését konstatálták. Farkas István, a sümegi járás szolgabirája sürgős intézkedéseket tett arra, hogy a veszedelmes járvány eredetét lehetőleg azonosítsák. Az intézkedésen kívül a földmivelésügyi miniszter elrendelte, hogy a Keszthelyen augusztus 11-re, Zalabéren augusztus 16-ra és Zalaszentgróton szeptember 1-ére kitűzött országos állatvásárokat beszüntessék. Betiltott ezenkivül a sürgős rendelet a keszthelyi, valamint zalaszentgrőti rendes heti állatvásárokon a hasított körmü állatok felhajtását. Sümeg községet, Sümegprága, Bazsi, Sümegcsehi, Mihályfa, Kisvásárhely, Zalagyömörő, Csebrendek, Nyirád és Tapolca községeket egész határukkal vészkerületté nyilvánította a rendelet és a községek vásárjaira szintén betiltotta a hasított körmü állatok felhajtását.
1910 szeptemberében erős kézzel a sümegi szolgabíró, és egyben helyettes főszolgabíró, nagy kampányt indított a város tisztaságáért. Rendeletet adott ki augusztus 25-én, amelyben kényszerítette a kocsmákat, vendéglőket, kávéházakat a tisztaságot betartani, azzal fenyegetve, hogy személyesen fogja ezt ellenőrizni. Amikor 1911. február 1-jén Sólyomy Tivadar főszolgabíró nyugalomba vonult a hivatala megüresedett. Egy hónappal korábban, amikor nyilvánossá tette döntését, január 15-én a Kisfaludy kaszinó termében értekezletet tartott a járás értelmisége, amelyet ifj. Tarányi Ferenc dr. (1878-1945), nyírlaki földbirtokos, és Eitner Zsigmond (1862-1926), országgyűlési képviselő hívott össze; ők ketten jó barátságot ápoltak Farkas Istvánnal. A sümegi járás megyebizottsági tagjai egyhangúlag kijelentették, hogy Farkas István szolgabírót óhajtanak főszolgabírául. 1911. február 12-én hétfőn megtörtént a főszolgabírói választás; Farkas István sümegi szolgabíró nyert 140 szavazattal Gájássy Lajos letenyei szolgabíróval szemben. Farkas István szolgabíró, helyettes főszolgabíró a város korszerűsítés érdekében, az ő kezdeményezésére kezdték tervezni 1911. elején a sümegi villanyvilágítást, illetve, az ottani telefonhálózat.
1911. március 5-én vasárnap este rendeztek fényes lakomát a sümegiek és környékbeliek Farkas Istvánnak, az új főszolgabírónak tiszteletére. A lakomán 120-an vettek részt, és lelkesen ünnepelték a "szépreményű és tetterős Farkas új főbírót". A főszolgabíró szintén, a veszprémi egyházmegyéhez tartozó, 33 községből álló sümegi járásnak a felelős vezetője, első fokú rendőr bírája is volt. 
Hamarosan nehéz feladat várt Farkas István főszolgabíróra, hiszen a nyár alatt kitört Sümegen egy sólyos vérhasjárvány; a városi orvosok alig győzték kezelni a betegeket. A vérhasjárvány okozói a sümegi községben lévő kútakt, amelyek a betegségek továbbterjesztői voltak. A község már két éve elhatározta, hogy vízvezetéket létesít, azonban a szükséges anyagi ereje nem volt meg hozzá, és a belügyminisztérium nem nyujtott segítséget ezügyben. Farkas István főszolgabíró a közutak vízébői küldött 1910-es a bakteriológiai intézetnek próbákat vizsgálat végett és a vizsgálat meg is állapította, hogy a kutakban a baktériumok komoly mértékben elszaporodtak. A sümegi lakosság a nyár végére 600 vagy 700 betegről beszélt, valójában azonban sokkal kisebb a megbetegedés (naponta két-három áldozata volt a vérhasjárványnak a 6 ezer fős településen). A kutakban nagy mennyiségű penészgombát találtak; egy időre eltiltották ugyan a kutak használatát, de azok kitisztítása után Farkas István főszolgabíró és Lukonich Gábor dr. járásorvos újból engedélyezte a kutak használatát; kénytelenek voltak ezzel, mert más ivóvizet nem tudtak adni a lakosságnak. 1911. júniusban azután egyre nagyobbodott a vérhas-betegek száma. A község képviselőtestülete a belügyminisztériumtól sürgönyileg kérte járványorvos kiküldését, a mi azonnal meg is történt. 1911. augusztus 30.-ára Sümegen összesen 18 fekvő és 6 fenjáró vérhasbeteg volt. 1911. szeptember 2.-ára a községben meg nincs járványorvos; ekkor a főszolgabíró és maga a község táviratban fordult a kormányhoz járványorvos kiküldése végett. 1911. szeptember elejére maga boldogfai Farkas István sümegi főszolgabíró is megbetegedett. Farkas István főbíró kiküldött emberei kétszáz betegről tettek jelentést, és 1911 szeptember 3-án a fővárosból érkezett járványorvosok alig győzték kezelni a betegeket, akiknek az állapotát a lakosság eltitkolta. Lukonich Gábor dr. járási orvos tizenkét esetet jelentett, délután Thassy Gábor Zala megyei főorvos már huszonhatot konstatált. Pénteken délig pedig kétszáz betegről tettek jelentést Farkas István főbíró kiküldött emberei. Minden ház fertőzött; némelyiknek az összes lakói betegen feküdtek. A főszolgabíró megtiltotta, hogy a napipiacra vigyenek ki gyümölcsöt. 1911. szeptember 10-én Sümegen bezárták az elemi iskolát. Sümegen uralkodó bélhurut, és vérhas miatt a főszolgabírói hatóság az elemi népiskola bezárását elrendelte. Emiatt az igazgatóság a beiratásokat az iskola megnyitásáig elhalasztotta. A reál és a polgári leányiskolában a betegség nem zavarja az iskola rendjét és a tanulók beirása rendben folyott. 1911. október elején dr. miskei és monostori Thassy Gábor vármegyei főorvos értekezletet tartott Sümegen Farkas István főszolgabíróval, aki addigra már meggyógyult, és dr. Lukonich Gábor járásorvossal; az értekezlet célja az volt, hogy szervezzenek egy járványkórházat, amelynek a költségeit nagy részben az állam vállalta. 1911 október során a sümegi vérhas-járvány miatt az orvosok betiltották a búcsút is. 1911. október 25.-ére "vérhas-járvány szerencsére elmúlt"; a sümegi hatóságok sikeresen megfékezétk a járványt.
Habár sose politizált aktívan Farkas István szintén szívén viselte az 1848-as eszméket. 1912. február 1-jén Farkas István főszolgabíró kettős ünnepélyt szervezett Sümegen, amely ragyogóan sikerült az akkori újságok szerint: elsősorban a Főispáni fogadtatás és a nagyon várt Csány szobor bál zajlott. Dr. sipeki Balás Béla főispánt és nejét üdvözölték a városi tanácsteremben ahol tartották az ebédet, majd este a kaszinó termében fényes, közigazgatási bál zajlott, melynek a célja volt pénzt gyűjteni Csány László 1848-as szabadságharcos mártír egy zalaegerszegi szobor készítésére. A főszolgabíró nagy szorgalommal igyekezett támogatni ezt az adománybált. A bálba nem csak a vármegye legtekintélyesebb személyek mentek, hanem kedves rokonai is, ahogy a szintén társadalmi presztízzsel rendelkező unokahúga, boldogfai Farkas Margit (1888-1972) úrnő, akinek a férje, udvardi és básthi dr. Udvardy Jenő, ügyvéd, tanácsos volt. Farkas István nemcsak Udvardyné Farkas Margit asszonnyal, de a keresztapjának, Farkas Józsefnek a fiával, boldogfai dr. Farkas Tiborral, is tartott közeli kapcsolatot.
A kisebb gazdák helyzete javítására Farkas István kezdeményezte a sümegvidéki gazdakör fejlesztését, valamint erősen dolgozott, hogy tagjai számát gyarapísa. Éles Károly a kör titkárával 1912. május 27-én elutazott Sümegprágára és ott buzdító beszédet tartott, amivel sikerült több gazdát bevonni a körbe. 1913. április 23-án hosszú szenvedés után az utolsó szülésnél kialakult fertőzéstől elhunyt felesége Persay Erzsébet, aki három árva gyereket hagyott maga után. Onnantól a főszolgabíró kezdett leépülni lelkileg és az egészsége is kezdett romlani. Két hónappal később, 1913. június 24-én, Zalaegerszegre utazott Sümegről egy küldöttség, amelyet dr. Lukonich Gábor főorvos vezetett és tagjai közül volt dr. Tarányi Ferenc földbirtokos és Farkas István főszolgabíró, hogy a főispánnal tárgyalják a sümegi reáliskola fejlesztését, valamint, hogy megakadályozzák azt, hogy a szentgrótiak szerezzenek egy kis járásbíróságot, mivel ezzel a sümegit kéne kettőbe osztani és igen hátrányos lett volna. Farkas István sümegi főszolgabíró mellett, dr. Gózony István, a sümegi szolgabírói hivatalt töltötte be 1912-től 1914. szeptember 1.-jéig, amikor nyugdíjba vonult. 1914.-től pedig dr. Oltay László lett a sümegi szolgabíró egészen 1917.-ig; utána, 1917-től 1919-ig Paál Viktór tevékenykedett sümegi szolgabíróként dr. boldogfai Farkas István főszolgabíró mellett. 
1914. májusi havában új feleséget, nevelőanyját a gyermekeinek választott ki. Farkas Lajos testvére nejének a nővérét, pósfai Horváth Johanna (1883-1919) úrhölgyet jegyezte el Nagykanizsán, majd 1914. július 25-én elvette Mihályfán. Az esküvői tanúk, forintosházi dr. Forintos Géza, a menyasszony nagybátyja, és nemesvitai Viosz Ferenc, a vőlegény bátyja. Horváth Jenny szülei, pósfai Horváth János (1839-1923), a Magyar királyi állami gépgyárának az igazgatója, a Ferenc József lovagrend lovagja, és forintosházi Forintos Irma (1860-1916) voltak. Horváth Johanna két gyermeket adott a főszolgabírónak: Farkas Ferenc (1916-1922) és Farkas István (1818-1975).
1916 szeptemberében a sümegi járáson a fuvardíjakat megállapította; ez a szabályozás, az első volt a vármegyében és nagy mértékben hozzájárult az alapanyagok és egyéb termékek könnyebb szállításához. Az első világháború alatt kialakult élelmiszerhiány, nagy krízist okozott, amelyben visszaéltek a kereskedők Sümegen. 1917 decemberében Farkas István "erélyes fellépése vetett gátat a már-már elviselhetetlen gaz uzsorának és árdrágításnak". Először a piacon jelent meg a csendőrökkel és rendőrökkel, majd bejárták az egész várost, hogy kötelezzék a kereskedőket, hogy mindent összeírjanak, feltüntessék az árát mindenen, valamint hogy ezek méltányosak legyenek. Ezzel a tettel jelentősen megjavult a város életszínvonala. Az első világháború alatt teljesített önfeláldozó szolgálatainak jutalmául II. osztályú Polgári Hadi Érdemkeresztet kapta. Az igen közkedvelt személyiség 1917 szeptemberében elismerő okiratot kapott a Magyar Szent Korona Országai Vöröskereszt Egylete érdekében a világháborúban kifejtett nemes és buzgó érdemeinek elismeréséül főszolgabíróként. 1918. március 21-én javasolták a II. osztályú Polgári Hadi Érdemkereszt kitüntetését boldogfai Farkas Kálmán főszolgabíró számára, amelyet meg is kapott.
Az 1919-ik. Magyarországi Tanácsköztársaság alatt egy nagy tömeg betört a sümegi főszolgabírói hivatalán keresztül Farkas István magán lakásába és ott követeléseik során fizikailag erősen bántalmazták és kezdték lakását kirabolni. A főszolgabírói majorság, valamint más hozzátartozó épületek is nagy károkat szenvedtek a fosztogatások alatt. Farkas István főszolgabírót még egy erős csapás érte, 1919. május 14-én a második felesége is elhunyt Nagykanizsán tüdőhurutben. Egy idő után ezt követően állásáról lemondott és elköltözött második felesége családjához, a mihályfai forintosházi Forintos család kúriájába, ahol jó barátja dr. forintosházi Forintos Géza (1868-1954) honvédelmi minisztérium tanácsos ellátást biztosított neki és unokahúgának, pósfai Horváth Jennynek. A Magyarországi Tanácsköztársaság alatt sógora, boldogfai Farkas Zsófia (1884-1948) húga férje, a zalaegerszegi lakós Fangler Béla az alsólendvai ellenforradalom egyik szervezője volt, és letartoztatása után élete veszélybe került, a másik volt sógora, Persay Andor (1889-1938) viszont Grazba kényszerült menekülnie. Farkas István egészsége fokozatos romlása miatt Budapestre szállították fel, ahol később, 1921. január 6-án este fél 7 kor, a Hieronymi u. 1-es szám alatt, a Szent János kórház egyik épületében, gyomorfekélyben hunyt el.

## Házasságai és gyermekei

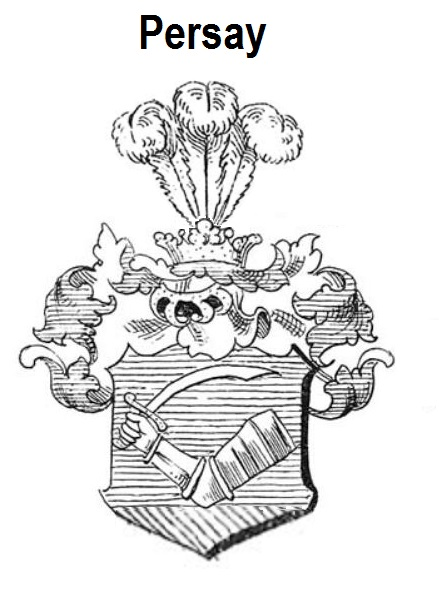
A Persay család címere

A pósfai Horváth család címere

Dr. boldogfai Farkas István 1903. február 11-én vette feleségül Nován a nemesi származású persai Persay családból való persai Persay Erzsébet Julianna (Nemesvid, 1885. július 26. – Sümeg, 1913. április 23.) kisasszonyt, akinek szülei persai Persay Gyula (1855–1924), gyógyszerész, vármegye bizottsági tag, Nova és Vidéke Takarékpénztár Részvénytársaság vezérigazgatója, birtokos, a Függetlenségi és Negyvennyolcas Párt novai vezetője, az Országos Tulipánkert Szövetség novai fiókja társelnöke, és nemeskéri Kiss Erzsébet (1867–1888) asszony voltak. Az apai nagyszülei persai Persay János (1813–1870), áporkai földbirtokos, és tornóczi Szalay Terézia (1819–1857) asszony voltak; az anyai nagyszülei nemeskéri Kiss István (1833–1884), gyógyszerész, marcali és nemesvidi gyógyszertár tulajdonos és Schandl Alojzia (1837–1915) voltak. Nemeskéri Kiss Istvánné Schandl Alojziának az apja Schandl János (1799–1881), Győr szabad királyi város képviselője az 1848-as szabadságharc alatt, Győr város tanácsosa, gyümölcs- és gabonakereskedő, dunaszentpáli földbirtokos volt. A Persay család legkorábbi eddigi ismert említése 1480-ból való, és ekkor a tagjai már földbirtokos nemesek voltak.Farkas Istvánné Persay Erzsébetnek az elsőfokú unokatestvére vitéz nemeskéri Kiss István (1894–1967), altábornagy volt. Apai ágon Persay Erzsébet a brezányi Brezányi-, a Riskovich-, a nemes Deák másként Takács-, a lipcsei Sartory-valamint az ősrégi tápióbicskei Bitskey családok leszármazottja; anyai ágon pedig a duliczi Duliczky- valamint a nemeskéri Kiss családoknak a sarja volt. Farkas Istvánné Persay Erzsébet apjának a nagybátyja Persay Sándor (1818–1885) okleveles gyógyszerész, ceglédi gyógyszertár tulajdonos, a "Magyar képzőművészeti társulat rendes tagja", a Lovaregylet tagja, akinek a fia dr. persai Persay Ferenc (1854–1937), Bars vármegye alispánja, a Területi Védelmi Ligájának a jeles tagja, a Honvédelmi Párt korelnöke, jogász. A házasságkötésnél a násznagyok nemesvitai Viosz Ferenc (1861–1918) a nagykanizsai főszolgabíró, Farkas István féltestvére anyai ágon, és dr. Mayer István novai főszolgabíró voltak. Farkas Istvánné Persay Erzsébet aktív társas-életet élt és egyben a nemzeti érdekekkel foglalkozott; a Országos Tulipánkert Szövetség novai fiókjának a választmányi tagja is volt. Farkas István és Persay Erzsébet házasságából született:
- boldogfai Farkas Margit Klementina Erzsébet (Nova, Zala vármegye, 1905. június 30. – Budapest, 1990. december 1.). Férje, forintosházi dr. Forintos György Kálmán József (Budapest, 1902. április 21. – Budapest, 1958. január 1.), jogász, az igazságügyi minisztérium osztályfőnöke.
- boldogfai Farkas Gyula Ferenc István (Nova, 1907. január 10. – Háros sziget, 1938. április 2.), tüzér főhadnagy. Felesége Szepesváry Irén.
- boldogfai Farkas Endre István (Nova, Zala vármegye, 1908. október 6. – Caracas, Venezuela, 1994. november 18.), vezérkari őrnagy. Felesége, Lenz Klára Mária Hermina (Budapest, 1924. június 30. – Madrid, Spanyolország, 2013. február 16.).

1914. július 25-én vette el Mihályfán a második feleségét, a pósfai Horváth családból való pósfai Horváth Johanna Ernesztina Emília (Budapest, 1883. március 11. – Nagykanizsa, 1919. május 27.) úrleányt, pósfai Horváth János (1839–1923), a Magyar királyi államvasutak gépgyárának az igazgatója, a Ferenc József-rend lovagja, és forintosházi Forintos Irma (1860–1916) leányát. Az apai nagyszülei pósfai Horváth György (1801–1872), táblabíró, ügyvéd, földbirtokos és nemes Fleischhacker Emília (1813–1863) voltak; pósfai Horváth Györgyné Fleischhacker Emília apja nemes Fleischhacker József (1778–1841), Zala vármegye főorvosa, táblabíró volt. Az anyai nagyszülei forintosházi Forintos Kálmán (1834–1903), jogász, alszolgabíró, földbirtokos, vármegyei bizottsági tag és liebingeni Schöen Johanna (1838–1921) voltak. Az anyai nagyapai dédszülei forintosházi Forintos Károly (1795–1866), táblabíró, ellenzéki tag, földbirtokos és pósfai Horváth Eleonóra (1800–1863) voltak. A pósfai Horváth család 1653. június 21.-én címeres nemeslevelet kapott III. Ferdinánd magyar királytól. A forintosházi Forintos család eddigi legkorábbi ismert említése 1403-ból való, amikor a firenzei eredetű Florentos Antal már nemesként szerepel. Pósfai Horváth Johanna anyai ági felmenői között a tekintélyes zalai forintosházi Forintos-, lomniczai Skerlecz-, barkóczi Rosty családok találhatóak. Az esküvőn a násznagyok nemesvitai Viosz Ferenc (1861–1918) nagykanizsai főszolgabíró, és forintosházi dr. Forintos Géza (1868–1954) jogász, minisztériumi tanácsos voltak. Ebből a házasságból született:
- boldogfai Farkas Ferenc István (Sümeg, 1915. július 28. – Szombathely, 1921. november 24.).
- boldogfai Farkas Ilona Johanna Erzsébet (Sümeg, 1917. június 18. – Mihályfa, 1917. augusztus 21.)
- boldogfai Farkas István Sándor (Mihályfa, 1918. augusztus 3. – Budapest, 1975. november 18.), főhadnagy. Első felesége, Sáfár Enikő, majd elválása után, második neje Szabó Margit.[52]

## Származása
| boldogfai dr. Farkas István Imre (Boldogfa, Zala vármegye, 1875. július 11. – Budapest, 1921. január 6.) jogász, a sümegi járás főszolgabírója, a II. osztályú Polgári Hadi Érdemkereszt tulajdonosa. | Apja: boldogfai Farkas Ferenc (Boldogfa, 1838. szeptember 15. – Zalaegerszeg, 1908. január 20.) Zala vármegye számvevője, pénzügyi számellenőre, földbirtokos. | Apai nagyapja: boldogfai Farkas Ferenc (Boldogfa, 1779. május 16. – Boldogfa, 1844. április 16.) jogász, táblabíró, az 1809.évi nemesi felkelés hadnagya, földbirtokos         | Apai nagyapai dédapja: boldogfai Farkas János (Boldogfa, 1741. november 17. – Zalaegerszeg, 1788. november 12.), Zala vm. főjegyzője, a Zala vm. Ítélőszék elnöke, táblabíró, jogász, földbirtokos (Szülei: boldogfai Farkas Ferenc, Zala megyei alispán, táblabíró, földbirtokos és barkóczi Rosty Anna)             |
| boldogfai dr. Farkas István Imre (Boldogfa, Zala vármegye, 1875. július 11. – Budapest, 1921. január 6.) jogász, a sümegi járás főszolgabírója, a II. osztályú Polgári Hadi Érdemkereszt tulajdonosa. | Apja: boldogfai Farkas Ferenc (Boldogfa, 1838. szeptember 15. – Zalaegerszeg, 1908. január 20.) Zala vármegye számvevője, pénzügyi számellenőre, földbirtokos. | Apai nagyapja: boldogfai Farkas Ferenc (Boldogfa, 1779. május 16. – Boldogfa, 1844. április 16.) jogász, táblabíró, az 1809.évi nemesi felkelés hadnagya, földbirtokos         | Apai nagyapai dédanyja: lovászi és szentmargithai Sümeghy Judit (Alsóbagod, 1754. február 28. – Alsóbagod, 1820. február 15.) (Szülei: nemes Sümeghy Ferenc, táblabíró, földbirtokos és pókafalvi Póka Marianna) |
| boldogfai dr. Farkas István Imre (Boldogfa, Zala vármegye, 1875. július 11. – Budapest, 1921. január 6.) jogász, a sümegi járás főszolgabírója, a II. osztályú Polgári Hadi Érdemkereszt tulajdonosa. | Apja: boldogfai Farkas Ferenc (Boldogfa, 1838. szeptember 15. – Zalaegerszeg, 1908. január 20.) Zala vármegye számvevője, pénzügyi számellenőre, földbirtokos. | Apai nagyanyja: Joó Borbála (Perenye, 1817. február 1. – Boldogfa, 1881. március 16.)                                                                                          | Apai nagyanyai dédapja: Joó János (1781. – Kőszegszerdahely, 1863. március 15.) szabómester (Szülei: Joó János és Bilits Anna) |
| boldogfai dr. Farkas István Imre (Boldogfa, Zala vármegye, 1875. július 11. – Budapest, 1921. január 6.) jogász, a sümegi járás főszolgabírója, a II. osztályú Polgári Hadi Érdemkereszt tulajdonosa. | Apja: boldogfai Farkas Ferenc (Boldogfa, 1838. szeptember 15. – Zalaegerszeg, 1908. január 20.) Zala vármegye számvevője, pénzügyi számellenőre, földbirtokos. | Apai nagyanyja: Joó Borbála (Perenye, 1817. február 1. – Boldogfa, 1881. március 16.)                                                                                          | Apai nagyanyai dédanyja: Lintner Ilona (Perenye, 1794. április 9. – Kőszegszerdahely, 1817. április 20.) (Szülei: Lintner József és Ferber Ilona) |
| boldogfai dr. Farkas István Imre (Boldogfa, Zala vármegye, 1875. július 11. – Budapest, 1921. január 6.) jogász, a sümegi járás főszolgabírója, a II. osztályú Polgári Hadi Érdemkereszt tulajdonosa. | Anyja: nemesnépi Marton Zsófia (Nemesnép, 1842. augusztus 18. – Andráshida, 1900. április 19.)                                                                 | Anyai nagyapja: nemesnépi Marton József (Andráshida, 1797. április 5. – Andráshida, 1858. július 16.) jogász, táblabíró, egerszegi, majd zalalövői alszolgabíró, földbirtokos. | Anyai nagyapai dédapja: nemesnépi Marton György (Nemesnép 1767. június 16. – Andráshida, 1843. április 1.) jogász, táblabíró, zalalövői alszolgabíró, az 1809.évi nemesi felkelés alhadnagya, földbirtokos. (Szülei: nemesnépi Marton György, táblabíró, zalalövői főszolgabíró, földbirtokos és boczföldi Visy Anna) |
| boldogfai dr. Farkas István Imre (Boldogfa, Zala vármegye, 1875. július 11. – Budapest, 1921. január 6.) jogász, a sümegi járás főszolgabírója, a II. osztályú Polgári Hadi Érdemkereszt tulajdonosa. | Anyja: nemesnépi Marton Zsófia (Nemesnép, 1842. augusztus 18. – Andráshida, 1900. április 19.)                                                                 | Anyai nagyapja: nemesnépi Marton József (Andráshida, 1797. április 5. – Andráshida, 1858. július 16.) jogász, táblabíró, egerszegi, majd zalalövői alszolgabíró, földbirtokos. | Anyai nagyapai dédanyja: petrikeresztúri Patay Rozália (1779 – Andráshida, 1845. január 5.) (Szülei: petrikeresztúri Patay László, söjtöri földbirtokos és baranyavári Baranyay Anna) |
| boldogfai dr. Farkas István Imre (Boldogfa, Zala vármegye, 1875. július 11. – Budapest, 1921. január 6.) jogász, a sümegi járás főszolgabírója, a II. osztályú Polgári Hadi Érdemkereszt tulajdonosa. | Anyja: nemesnépi Marton Zsófia (Nemesnép, 1842. augusztus 18. – Andráshida, 1900. április 19.)                                                                 | Anyai nagyanyja: verbói Szluha Rozália (Nemesnép, 1816. február 22. – Andráshida, 1883. július 9.)                                                                             | Anyai nagyanyai dédapja: verbói Szluha János (1789 – Szentgyörgyvölgy, 1829. február 1.) seborvos, kisszegi földbirtokos |
| boldogfai dr. Farkas István Imre (Boldogfa, Zala vármegye, 1875. július 11. – Budapest, 1921. január 6.) jogász, a sümegi járás főszolgabírója, a II. osztályú Polgári Hadi Érdemkereszt tulajdonosa. | Anyja: nemesnépi Marton Zsófia (Nemesnép, 1842. augusztus 18. – Andráshida, 1900. április 19.)                                                                 | Anyai nagyanyja: verbói Szluha Rozália (Nemesnép, 1816. február 22. – Andráshida, 1883. július 9.)                                                                             | Anyai nagyanyai dédanyja: nemes Kováts Zsuzsanna (1791 – Szentgyörgyvölgy, 1847. május 26.) |